# Denise Metmer
Denise Metmer est une actrice française.
Spécialisée notamment dans le doublage, elle est entre autres la voix française de Kathy Bates et de Lucy Lawless.

## Filmographie
Sauf indication contraire, les informations mentionnées dans cette section peuvent être confirmées par la base de données cinématographiques IMDb,  présente dans la section « Liens externes ».

### Cinéma
- 1974 : Les Gaspards de Pierre Tchernia : Eva
- 1978 : L'Amour en question d'André Cayatte : ?
- 1999 : La Tarte aux poireaux (court métrage)

### Télévision

#### Téléfilms
- 1979 : Mort d'un prof de Georges Régnier : Gisèle
- 1981 : Raspail ou la Passion de la République de Jean Lallier : ?

#### Séries télévisées
- 1978 : Les Enquêtes du commissaire Maigret, épisode Maigret et le Tueur de Marcel Cravenne : la femme de chambre
- 1994 : Mission top secret, épisode The Mona Lisa Mix-Up d'Howard Rubie (en) : Mme Martha

## Doublage
Sources : Doublage Séries Database, AlloDoublage et Planète Jeunesse.

### Cinéma

#### Films
- Kathy Bates[3] dans (25 films) :
  - Misery (1990) : Annie Wilkes
  - Dolores Claiborne (1995) : Dolores Claiborne
  - Cash Express (2002) : la vendeuse d'écureuils
  - Apparitions (2002) : Miriam Belmont
  - Monsieur Schmidt (2002) : Roberta Hertzel
  - Amours suspectes (2002) : Grace Beasley
  - Le Tour du monde en quatre-vingts jours (2004) : la reine Victoria
  - Le Pont du roi Saint-Louis (2004) : la marquise
  - Mon vrai père et moi (2006) : Agnès Menure
  - Le Petit Monde de Charlotte (2006) : Bitsy la vache (voix)
  - Bonneville (en) (2006) : Margene Cunningham
  - P.S. I Love You (2007) : Patricia Reilly
  - Le Jour où la Terre s'arrêta (2008) : Regina Jackson
  - Personal Effects (2009) : Gloria
  - Minuit à Paris (2011) : Gertrude Stein
  - Tammy (2014) : Lenore
  - Le Virtuose (2014) : la principale
  - The Boss (2016) : Ida Marquette
  - Une femme d'exception (2018) : Dorothy Kenyon
  - Ma vie avec John F. Donovan (2018) : Barbara Haggermaker
  - The Highwaymen (2019) : Miriam « Ma » Ferguson
  - Le Cas Richard Jewell (2019) : Barbara « Bobi » Jewell
  - Dieu, tu es là ? C'est moi, Margaret (2023) : Sylvia Simon
  - Les Dessous de la famille (2024) : Leila Ford
  - The Great Lillian Hall (en) (2024) : Edith Wilson
- Margo Martindale dans (4 films) :
  - Mariage Express (2006) : Betsy
  - Joyeuse fête des mères (2016) : Flo
  - Downsizing (2017) : la femme miniature dans la navette (caméo)
  - Crazy Bear (2023) : Liz, la garde-forestière
- Katharina Thalbach dans : 
  - Rouge rubis (2013) : tante Maddy
  - Bleu saphir (2014) : tante Maddy
  - Vert émeraude (2016) : tante Maddy
- Miriam Margolyes dans :
  - Babe, le cochon dans la ville (1998) : Ficelle, la chienne (voix)
  - L'Amour, six pieds sous terre (2002) : Thelma et Selma
- Marianne Jean-Baptiste dans : 
  - The Cell (2000) : Dr Miriam Kent
  - Spy Game, jeu d'espions (2001) : Gladys Jennips
- 1982 : Honkytonk Man : Emmy (Verna Bloom)
- 1982 : Star Trek 2 : La Colère de Khan : Dr Carol Marcus (Bibi Besch)
- 1982 : Les Croque-morts en folie : Lupe (Becky Gonzales)
- 1983 : Octopussy : Penelope Smallbone (Michaela Clavell)
- 1984 : Délire sur la frontière : Lupita Blanco (Rebecca Jones)
- 1984[n 1] : Birdy : Mrs Columbato (Crystal Field)
- 1986 : Shanghai Surprise : China Doll (Sonserai Lee)
- 1986 : Stand by Me : Mrs. Lachance (Frances Lee McCain)
- 1988 : Qui veut la peau de Roger Rabbit : Dolores (Joanna Cassidy)
- 1988 : Voyageur malgré lui : Rose Leary (Amy Wright)
- 1991 : Robin des Bois, prince des voleurs : Fannie LePetit (Soo Drouet) (1er doublage)
- 1991 : Star Trek 6 : Terre inconnue : Azetbur (Rosanna DeSoto (en))
- 1992 : Une équipe hors du commun : Doris Murphy (Rosie O'Donnell)
- 1994 : Danger immédiat : Jean Fowler (Belita Moreno (en))
- 1995 : Extravagances : Carol Ann (Stockard Channing)
- 1996 : Matilda : Agatha Legourdin (Pam Ferris)
- 1996 : Peur primale : Dr Molly Arrington (Frances McDormand)
- 1997 : Ennemis rapprochés : Sheila O'Meara (Margaret Colin)
- 1997 : L'Associé du diable : Alice Lomax (Judith Ivey)
- 1997 : Chaude journée à L.A. : Minerva Dugay (Cathy Moriarty)
- 1998 : Meet the Deedles : Mo (Megan Cavanagh (en))
- 1998 : L'Homme qui murmurait à l'oreille des chevaux : Diane Booker (Dianne Wiest)
- 1999 : À tombeau ouvert : l'infirmière Crupp (Aida Turturro)
- 1999 : Hantise : Madame Dudley (Marian Seldes)
- 1999 : Vorace : Martha (Sheila Tousey)
- 2000 : En pleine tempête : Ethel Shatford (Janet Wright (en))
- 2002 : Harry Potter et la Chambre des secrets : Madame Pomfresh (Gemma Jones)
- 2002 : Coup de foudre à Manhattan : Veronica Ventura (Priscilla Lopez (en))
- 2002 : Pluto Nash : Dr Mona Zimmer (Illeana Douglas)
- 2003 : Le Maître du jeu : Millie Dupree (Rusty Schwimmer (en))
- 2004 : Amour et Amnésie : Sue (Amy Hill)
- 2005 : Lord of War : Irina Orlov (Shake Tukhmanyan)
- 2006 : Ô Jérusalem : Golda Meir (Tovah Feldshuh)
- 2007 : L'Orphelinat : Benigna (Montserrat Carulla)
- 2007 : Harry Potter et l'Ordre du Phénix : Arabella Figg (Kathryn Hunter)
- 2010 : Habana Eva (es) : María (Elsa Camp)[n 2]
- 2011 : The Lady : Mon Mon (May)
- 2013 : Parker : Ascension (Patti LuPone)
- 2016 : Absolutely Fabulous, le film : Magda (Kathy Burke)
- 2016 : Beauté cachée : Sally Price (Ann Dowd)
- 2017 : Noël à Snow Falls (en) : Mme Worthington (Lindsay Leese)
- 2018 : Roma : Teresa (Verónica García)
- 2019[n 3] : Les Disparues de Valan : Kati (Júlia Nyakó)
- 2022 : Causeway : Sharon (Jayne Houdyshell)
- 2023 : L'Intime Conviction d'Elena : Elena (Mercedes Morán)
- 2024 : Dans le terrier du lapin blanc (it) : Itzpapalotl (Mercedes Hernández)

#### Films d'animation
- 1987 : Barbie et les Rock Stars (en) : voix additionnelles[5]
- 1998 : Hercule et Xena : La Bataille du mont Olympe : Xena
- 1998 : La Première Neige : la mère de Petit-Bec (court-métrage[6])
- 2001 : Shrek : la vieille dame[n 4],[7]
- 2003 : Le Monde de Nemo : l'aquarium
- 2004 : La ferme se rebelle : Pearl Gesner[n 5]
- 2005 : Kuzco 2 : King Kronk : la vieille dame
- 2005 : Le Roman de Renart : Hersent (création de voix)
- 2005 : Tarzan 2 : L'Enfance d'un héros : une femelle gorille
- 2010 : Animaux et Cie : Angie l'éléphant[n 6]

### Télévision

#### Téléfilms
- Kathy Bates dans :
  - Changement de décors (1996) : Helen Kushnick
  - Annie (1999) : Miss Hannigan
  - Désordre affectif (2002) : Christine Chapman
- 1999 : L'Affaire Noah Dearborn : Sarah McClellar (Dianne Wiest)
- 2012 : Carta a Eva : Paca (Carmen Maura)
- 2013 : Ma vie avec Liberace : Frances Liberace (Debbie Reynolds)

#### Séries d'animation
- 1979[n 7] : Isabelle de Paris : Marie Rostain (la mère d'Isabelle)
- 1981-1986[n 8] : Lamu : la mère, Sakura et Lan
- 1983 : Super Durand : Cathy, l'assistante de Wolf
- 1985 : Transformers : Ariel
- 1986-1987 : Défenseurs de la Terre : voix additionnelles
- 1988 : Borgman : les méchantes
- 1992 : Les Contes de Pierre Lapin et ses amis (en) : Mme McGregor (1re voix[10])
- 1996[n 9] : L'Incroyable Hulk : Sœur Rose Erak (épisode 5), Maureen (épisode 6)
- 1997-2001 : Les Castors allumés : voix additionnelles
- 2004-2005 : Monster : Léa (épisode 20) et Franka Heinich
- 2006 : Bibi, nom d'une sorcière : Walpurgie
- 2009-2010 : Le Twisté Twisté Show : Alice Délicoptère
- 2010 : Tempo Express : voix additionnelles (création de voix)
- 2014 : Turbo FAST : Lydia[n 10] (saison 2, épisode 20)
- 2017 : Ariol : ? (création de voix, saison 2)
- 2018-2020 : Baby Boss : Les affaires reprennent : Wendi McCracken[n 11]
- 2019 : Tom-Tom et Nana : Mme Poipoi (création de voix)
- 2019-2021 : Carmen Sandiego : la coach Brunt[n 12]
- 2021-2022 : Fonce, toutou, fonce ! : Mme Finetruffe
- 2021-2024 : Star Trek: Prodigy : la vice-amirale Kathryn Janeway / Hologramme de Janeway[n 13]

### Jeux vidéo
- 2016 : Sherlock Holmes: The Devil's Daughter : ?
- 2016 : Final Fantasy XV : voix additionnelles
- 2022 : Star Trek Prodigy : Supernova : la vice-amirale Kathryn Janeway[n 13]